# Gardinia amynitica
Gardinia amynitica là một loài bướm đêm thuộc phân họ Arctiinae, họ Erebidae.